# Timbuktu
Timbuktu (berbersko ⵜⵉⵏⴱⵓⴽⵜⵓ, francosko Tombouctou) je zgodovinsko mesto na severu Malija v Zahodni Afriki, ki stoji ob robu Sahare približno 20 km severno od srednjega toka reke Niger. Je administrativno središče istoimenske regije v upravni delitvi države, ob popisu leta 2009 je imelo 54.453 prebivalcev.
Mesto je tradicionalno znano po svojem nekdanjem bogastvu in skrivnostnosti, v srednjem veku je bilo namreč eno najpomembnejših trgovskih središč na karavanski poti čez Saharo in del bajno bogatega Malijskega imperija. Njegov sloves v Evropi temelji na zapisih arabskih popotnikov, kot je Leo Africanus, ki so v 16. stoletju obiskali mesto in poročali o bajnih zakladih, medtem ko so prvi Zahodnjaki tako daleč v notranjost celine prodrli šele sredi 19. stoletja. Takrat so zlati časi Timbuktuja že zdavnaj minili. V času viška moči je bilo mesto tudi glavno središče islamske učenosti v vsej podsaharski Afriki, od koder je ta religija prodirala prek celine. Ob mošeji Sankore je nastala univerza, kjer so študirali in kopirali Koran, Hadis, Šeriat ter podobne zapise. Sredi 16. stoletja je štelo že okrog 100.000 prebivalcev, od tega četrt učenjakov.
Po daljšem obdobju propadanja, ki se je pričelo, ko so regijo zavzeli Maročani, so konec 20. stoletja obnovili tri velike mošeje iz blata in lesenega ogrodja ter druge spomenike, takrat je bil Timbuktu vpisan v seznam Unescove svetovne dediščine kot avtentičen spomenik velikih srednjeveških imperijev tega dela sveta. Kljub temu je ostal provincialno mestece z nekaj deset tisoč prebivalci in brez sodobnih prometnih povezav s civilizacijo. Dodatno so ga ogrozili islamski skrajneži, ki so s tuareškimi separatisti oklicali državo Azavad na severu Malija, pod katero je spadal tudi Timbuktu. Do leta 2013, ko so bili pregnani iz mesta, so uničili več verskih spomenikov, saj so jih razumeli kot malikovalske.